# イゴール・エンヒキ・ジ・ソウザ・ホーシャ
イゴール（Igor）ことイゴール・エンヒキ・ジ・ソウザ・ホーシャ（ポルトガル語: Igor Henrique de Souza Rocha、1995年9月21日 - ）は、ブラジルのサッカー選手。ポジションはFW。

## クラブ歴
2016年にSLベンフィカのトライアルに参加、UDヴィラフランケンセとの8-0の親善試合で得点した事によって期待をされた。プロ契約を締結したものの、右膝前十字靭帯断裂の大怪我を負ったため、2017年4月になるまで選手として出場する事が出来なかった。その4月23日のFCポルトB戦で選手初出場を記録した。しかし、同シーズン末で退団となった。
1年の無所属を経て、2018年夏にマルタ・プレミアリーグのサンタ・ルシアFCに加入。2019年1月に同リーグのゼブージ・レンジャーズFCに期限付き移籍した。
2019年夏に関東サッカーリーグ2部のtonan前橋に加入。翌2020年はtonan前橋サテライトに登録変更となった。